# Dorotea di Sassonia
Dorotea di Sassonia (Dresda, 7 gennaio 1591 – Dresda, 17 novembre 1617) è stata una religiosa tedesca.

## Biografia
Dorotea era figlia del principe elettore Cristiano I di Sassonia (1560-1591) e di sua moglie Sofia di Brandeburgo (1568-1622), figlia del principe elettore Giovanni Giorgio di Brandeburgo.
Dorotea intraprese la carriera ecclesiastica per volere del padre ed il 18 aprile 1610 divenne badessa di Quedlinburg, col beneplacito dell'elettore Cristiano II di Sassonia che era fratello di Dorotea stessa. Il 19 luglio di quell'anno l'Imperatore Rodolfo II d'Asburgo la confermò nel suo ruolo.
Durante il periodo della sua reggenza, Dorotea approvò una serie di norme che garantirono dei diritti di indipendenza per la città di Quedlinburg rispetto al monastero oltre a migliorare il reddito fisso conferito a predicatori e insegnanti in città.
Durante il viaggio a Dresda in visita ad uno dei fratelli per la celebrazione dell'anniversario della Riforma nel 1617, Dorotea si ammalò e morì improvvisamente a soli 26 anni e venne sepolta nella chiesa di Freiberg.

## Ascendenza
|                                 |                              |                                  | Genitori                          |  |  | Nonni |  |  | Bisnonni              |  |  | Trisnonni               |  |
|                                 |                              |                                  |                                   |  |  |       |  |  | Enrico IV di Sassonia |  |  | Alberto III di Sassonia |  |
|                                 |                              |                                  |                                   |  |  |       |  |  | Enrico IV di Sassonia |  |  | Alberto III di Sassonia |  |
|                                 |                              | Sidonia di Boemia                |                                   |  |  |       |  |  | Enrico IV di Sassonia |  |  |                         |  |
| Augusto I di Sassonia           |                              |                                  |                                   |  |  |       |  |  | Enrico IV di Sassonia |  |  |                         |  |
|                                 |                              | Caterina di Meclemburgo-Schwerin | Magnus II di Meclemburgo-Schwerin |  |  |       |  |  |                       |  |  |                         |  |
|                                 |                              | Caterina di Meclemburgo-Schwerin | Magnus II di Meclemburgo-Schwerin |  |  |       |  |  |                       |  |  |                         |  |
|                                 |                              | Caterina di Meclemburgo-Schwerin | Sofia di Pomerania-Wolgast        |  |  |       |  |  |                       |  |  |                         |  |
| Cristiano I di Sassonia         |                              | Caterina di Meclemburgo-Schwerin |                                   |  |  |       |  |  |                       |  |  |                         |  |
|                                 |                              | Cristiano III di Danimarca       | Federico I di Danimarca           |  |  |       |  |  |                       |  |  |                         |  |
|                                 |                              | Cristiano III di Danimarca       | Federico I di Danimarca           |  |  |       |  |  |                       |  |  |                         |  |
|                                 |                              | Cristiano III di Danimarca       | Anna del Brandeburgo              |  |  |       |  |  |                       |  |  |                         |  |
| Anna di Danimarca               |                              | Cristiano III di Danimarca       |                                   |  |  |       |  |  |                       |  |  |                         |  |
|                                 |                              | Dorotea di Sassonia-Lauenburg    | Magnus I di Sassonia-Lauenburg    |  |  |       |  |  |                       |  |  |                         |  |
|                                 |                              | Dorotea di Sassonia-Lauenburg    | Magnus I di Sassonia-Lauenburg    |  |  |       |  |  |                       |  |  |                         |  |
|                                 |                              | Dorotea di Sassonia-Lauenburg    | Caterina di Braunschweig-Lüneburg |  |  |       |  |  |                       |  |  |                         |  |
| Dorotea di Sassonia             |                              | Dorotea di Sassonia-Lauenburg    |                                   |  |  |       |  |  |                       |  |  |                         |  |
|                                 | Gioacchino II di Brandeburgo | Gioacchino I di Brandeburgo      |                                   |  |  |       |  |  |                       |  |  |                         |  |
|                                 | Gioacchino II di Brandeburgo | Gioacchino I di Brandeburgo      |                                   |  |  |       |  |  |                       |  |  |                         |  |
|                                 | Gioacchino II di Brandeburgo | Elisabetta di Danimarca          |                                   |  |  |       |  |  |                       |  |  |                         |  |
| Giovanni Giorgio di Brandeburgo | Gioacchino II di Brandeburgo |                                  |                                   |  |  |       |  |  |                       |  |  |                         |  |
|                                 |                              | Maddalena di Sassonia            | Giorgio di Sassonia               |  |  |       |  |  |                       |  |  |                         |  |
|                                 |                              | Maddalena di Sassonia            | Giorgio di Sassonia               |  |  |       |  |  |                       |  |  |                         |  |
|                                 |                              | Maddalena di Sassonia            | Barbara Jagellona                 |  |  |       |  |  |                       |  |  |                         |  |
| Sofia di Brandeburgo            |                              | Maddalena di Sassonia            |                                   |  |  |       |  |  |                       |  |  |                         |  |
|                                 |                              | Giorgio di Brandeburgo-Ansbach   | Federico I di Brandeburgo-Ansbach |  |  |       |  |  |                       |  |  |                         |  |
|                                 |                              | Giorgio di Brandeburgo-Ansbach   | Federico I di Brandeburgo-Ansbach |  |  |       |  |  |                       |  |  |                         |  |
|                                 |                              | Giorgio di Brandeburgo-Ansbach   | Sofia Jagellona                   |  |  |       |  |  |                       |  |  |                         |  |
| Sabina di Brandeburgo-Ansbach   |                              | Giorgio di Brandeburgo-Ansbach   |                                   |  |  |       |  |  |                       |  |  |                         |  |
|                                 |                              | Edvige di Münsterberg-Oels       | Carlo I di Münsterberg-Oels       |  |  |       |  |  |                       |  |  |                         |  |
|                                 |                              | Edvige di Münsterberg-Oels       | Carlo I di Münsterberg-Oels       |  |  |       |  |  |                       |  |  |                         |  |
|                                 |                              | Edvige di Münsterberg-Oels       | Anna di Sagan                     |  |  |       |  |  |                       |  |  |                         |  |
|                                 |                              | Edvige di Münsterberg-Oels       |                                   |  |  |       |  |  |                       |  |  |                         |  |